# اوو (ایالت اوندو)
اوو (به لاتین: Owo) یک منطقهٔ مسکونی در نیجریه است که در ایالت اوندو واقع شده‌است.